# Sottodominio (informatica)
Un sottodominio, nella gerarchia dei Domain Name System (DNS), è un dominio che fa parte a sua volta di un dominio più grande.

## Panoramica
Il Domain Name System (DNS) ha una struttura ad albero o gerarchica, e ogni nodo nell'albero può diventare un nome di dominio. Un sottodominio è un dominio che è parte di un dominio più largo, l'unico dominio che non sia anche un sottodominio è il dominio principale. Per esempio, mail.esempio.com e calendario.esempio.com sono sottodomini del dominio esempio.com, che a sua volta è un sottodominio del dominio di primo livello.
Un "sottodominio" esprime la dipendenza relativa, non la dipendenza assoluta: per esempio, wikipedia.org comprende un sottodominio del dominio org, e it.wikipedia.org comprende un sottodominio del dominio wikipedia.org. In teoria, questa suddivisione si può ripetere per 127 livelli, e ogni etichetta di Domain Name System può contenere fino a 63 caratteri,  a patto che il nome di dominio intero non superi una lunghezza totale di 255 caratteri.

## Usi
I sottodomini sono comunemente utilizzati dalle organizzazioni che vogliono assegnare un nome univoco ad un determinato reparto, funzione, o servizi connessi all'organizzazione. Per esempio, un'università potrebbe assegnare "cs" (computer science) al dipartimento d'informatica, tale che un numero di host potrebbero essere utilizzati all'interno di quel sottodominio, come ad esempio mail.cs.example.edu o www.cs.example.edu.

### Vanità del dominio
Una vanità di dominio è un sottodominio di un dominio ISP's che è un alias di un singolo account utente, o un sottodominio che esprime l'individualità della persona per la quale è registrato.

### Server cluster
A seconda dell'applicazione, un record all'interno di un dominio o sottodominio potrebbe riferirsi ad un hostname, o un servizio fornito da un numero di macchine in un cluster. Alcuni siti web utilizzano sottodomini diversi per puntare a cluster di server diversi. Per esempio, www.esempio.com indirizza al server cluster 1 o al Datacentre 1, e www2.esempio.com punta al server cluster 2 o Datacentre 2, eccetera.